# José Torán Peláez
José Torán Peláez (Teruel, 10 de octubre de 1916 - Madrid, 14 de diciembre de 1981) fue un ingeniero de caminos español. 

## Familia
Fue hijo del también ingeniero José Torán de la Rad y de Consuelo Peláez Guerra. 

## Formación y primeros trabajos
Estudió Ingeniería de Caminos en Madrid (1943), y empezó a trabajar en la Compañía Madrileña de Tranvías, en la que su primera obra fue el puente de tranvías sobre la avenida de los Reyes Católicos en la Ciudad Universitaria de Madrid.
Al poco cambió hacia las obras públicas y fundó la empresa «Coviles», con la que construyó las presas de los embalses del Vado (Guadalajara), Guadalén (Jaén), Cenajo en el río Segura y el túnel del Zadorra en Bilbao. 
Participó en una gran parte de la construcción de la base naval de Rota. Allí inventó el tetrápodo, para hacer escolleras.
En 1967 formó parte de la primera Junta Directiva de la Sociedad Española de Mecánica de Rocas

## Actividad fuera de España
Entonces empezó a trabajar fuera de España, primero en la regulación de la cuenca del Tigris en Irak.
En 1970 fue nombrado presidente del Comité Internacional de Grandes Presas en la reunión de este organismo de Montreal. Durante los años setenta realizó numerosos viajes a China, invitado por el gobierno de Mao, hasta el punto de que murió sobre un plano de China, cuyo gobierno le había encargado la planificación hidrológica del país.

## Actividad política
Siguiendo una vieja tradición familiar, en 1977 se presentó como candidato a senador por Teruel en las elecciones constituyentes, como liberal independiente, obteniendo en la votación algo menos del 1 % del número de votos de dicha circunscripción.

## Homenajes
Diez años después de su muerte se dio su nombre a un embalse de la provincia de Sevilla: Embalse de José Torán